# Godless (miniserie)
Godless is een Amerikaanse miniserie die geschreven en geregisseerd werd door Scott Frank. De hoofdrollen worden vertolkt door Jack O'Connell, Michelle Dockery, Jeff Daniels, Scoot McNairy en Merritt Wever. Op 22 november 2017 ging de reeks in première op de streamingdienst Netflix.

## Verhaal
De serie speelt zich af in 1884 in het Wilde Westen. Frank Griffin is een gewelddadige crimineel die met zijn bende op zoek is naar Roy Goode, een gewezen handlanger die hem bestolen heeft. Goode houdt zich verborgen op de ranch van Alice Fletcher, die in de buurt woont van La Belle, een dorpje waar zo goed als alle mannen om het leven zijn gekomen door een ongeluk in de mijn.

## Rolverdeling
| Acteur                 | Personage          |
| ---------------------- | ------------------ |
| Jack O'Connell         | Roy Goode          |
| Michelle Dockery       | Alice Fletcher     |
| Scoot McNairy          | Sheriff Bill McNue |
| Merritt Wever          | Mary Agnes McNue   |
| Thomas Brodie-Sangster | Whitey Winn        |
| Sam Waterston          | Marshal John Cook  |
| Jeff Daniels           | Frank Griffin      |
| Tantoo Cardinal        | Iyovi              |
| Samuel Marty           | Truckee            |
| Kim Coates             | Ed Logan           |
| Jessica Sula           | Louise Hobbs       |

## Productie
In de periode 2000–2003 schreef Scott Frank het filmscenario Godless. Steven Soderbergh, met wie Frank eerder al had samengewerkt aan Out of Sight (1998), kreeg de kans om het script te verfilmen, maar had geen interesse in het regisseren van een western. In 2006 werd regisseur Sam Mendes aan het project gelinkt, maar tot een verfilming kwam het uiteindelijk niet. Kate Winslet, de toenmalige echtgenote van Mendes, werd in die periode overwogen voor het personage Alice Fletcher.
Doordat Frank geen studio vond die de western wilde financieren, raadde Soderbergh, die nog steeds als producent bij het project betrokken was, hem aan om het scenario te herschrijven als een tv-serie voor HBO. De betaalzender had echter net de opnames van de westernserie Lewis and Clark om productionele en budgettaire redenen moeten stopzetten, waardoor er weinig enthousiasme was om het project te ontwikkelen. Vervolgens kwam Frank via de reeks A Series of Unfortunate Events (2017), waaraan hij als adviseur meewerkte, in contact met Netflix. De streamingdienst was vastberaden om de miniserie te maken en bood een hoger budget aan dan HBO, waarop Frank besloot Godless voor Netflix te ontwikkelen.
In mei 2016 werd Jack O'Connell gecast als het hoofdpersonage Roy Goode. Enkele weken later raakte bekend dat ook Jeff Daniels en Scoot McNairy onderhandelden over een deelname aan het project. Daniels had eerder al een rol vertolkt in Franks regiedebuut The Lookout (2007). In juni 2016 werd Merritt Wever aan het project toegevoegd en de casting van Daniels bevestigd. In juli 2016 werd Michelle Dockery gecast als het hoofdpersonage Alice Fletcher. In september 2016 werd de casting van McNairy bevestigd en werden ook Sam Waterston, Kim Coates en Christopher Fitzgerald aan het project toegevoegd.
De opnames gingen in september 2016 van start in Santa Fe (New Mexico) en duurden zes maanden. Op 22 november 2017 ging de miniserie in première op Netflix.

## Afleveringen
| # | Titel aflevering          | Regisseur   | Geschreven door | Releasedatum Netflix |
| - | ------------------------- | ----------- | --------------- | -------------------- |
| 1 | An Incident at Creede     | Scott Frank | Scott Frank     | 22 november 2017     |
| 2 | The Ladies of La Belle    | Scott Frank | Scott Frank     | 22 november 2017     |
| 3 | Wisdom of the Horse       | Scott Frank | Scott Frank     | 22 november 2017     |
| 4 | Fathers & Sons            | Scott Frank | Scott Frank     | 22 november 2017     |
| 5 | Shot the Head off a Snake | Scott Frank | Scott Frank     | 22 november 2017     |
| 6 | Dear Roy...               | Scott Frank | Scott Frank     | 22 november 2017     |
| 7 | Homecoming                | Scott Frank | Scott Frank     | 22 november 2017     |

## Prijzen en nominaties
Godless werd in september 2018 bekroond met drie Emmy Awards.
| Jaar | Prijs       | Categorie                                 | Genomineerde(n)             | Uitslag     |
| ---- | ----------- | ----------------------------------------- | --------------------------- | ----------- |
| 2018 | Emmy Awards | Beste miniserie                           | Beste miniserie             | Genomineerd |
| 2018 | Emmy Awards | Beste actrice in een hoofdrol (miniserie) | Michelle Dockery            | Genomineerd |
| 2018 | Emmy Awards | Beste acteur in een bijrol (miniserie)    | Jeff Daniels                | Gewonnen    |
| 2018 | Emmy Awards | Beste actrice in een bijrol (miniserie)   | Merritt Wever               | Gewonnen    |
| 2018 | Emmy Awards | Beste regie (miniserie)                   | Scott Frank                 | Genomineerd |
| 2018 | Emmy Awards | Beste scenario (miniserie)                | Scott Frank                 | Genomineerd |
| 2018 | Emmy Awards | Beste camerawerk (miniserie)              | Steven Meizler              | Genomineerd |
| 2018 | Emmy Awards | Beste muziek (miniserie)                  | Carlos Rafael Rivera        | Genomineerd |
| 2018 | Emmy Awards | Beste titelmuziek (miniserie)             | Carlos Rafael Rivera        | Gewonnen    |
| 2018 | Emmy Awards | Beste casting (miniserie)                 | Ellen Lewis, Jo Edna Boldin | Genomineerd |